# Давид ди Донателло 1967
12-я церемония вручения наград премии «Давид ди Донателло» состоялась 29 июля 1967 года в Театре в Тавромении.

## Победители

### Лучшая режиссура
- Луиджи Коменчини — Непонятый

### Лучший продюсер
- Марио Чекки Гори — Тигр (ex aequo)
- Ричард Макуортер и Элизабет Тейлор — Укрощение строптивой (ex aequo)

### Лучшая женская роль
- Сильвана Мангано — Ведьмы

### Лучшая мужская роль
- Витторио Гассман — Тигр (ex aequo)
- Уго Тоньяцци — Аморальный (ex aequo)

### Лучший иностранный режиссёр
- Дэвид Лин — Доктор Живаго

### Лучший иностранный продюсер
- Карло Понти — Доктор Живаго

### Лучшая иностранная актриса
- Джули Кристи — Доктор Живаго (ex aequo)
- Элизабет Тейлор — Доктор Живаго (ex aequo)

### Лучший иностранный актёр
- Ричард Бёртон — Укрощение строптивой (ex aequo)
- Питер О’Тул — Ночь генералов (ex aequo)

### Targa d’oro
- Ингмар Бергман
- Робер Дорфман
- Грациелла Граната
- Ян Кадар
- Эльмар Клос

### David speciale
- Стефано Колагранде
- Симона Джаноцци